# Johanna Sinisalo
Pour les articles homonymes, voir Sinisalo.
Œuvres principales
- Jamais avant le coucher du soleil (2000)
- Sankarit (2003)
- Oiseau de malheur (2008)

Johanna Sinisalo, née le 22 juin 1958 en Sodankylä, est une écrivaine et scénariste finlandaise.
Sinisalo s’est fait connaître avec son premier roman Jamais avant le coucher du soleil (Ennen päivänlaskua ei voi), qui a remporté le prix Finlandia en 2000. L’œuvre a été traduite en plusieurs langues, parmi lesquelles le français, le suédois, l'anglais, le letton, le tchèque et le japonais.
En 2004, le roman a reçu le prix James Tiptree, Jr. qui récompense une œuvre de fantasy ou de science-fiction. Johanna Sinisalo a aussi remporté sept fois la statue robot Atorox, qui est accordée à la meilleure nouvelle finlandaise science-fiction ou fantasy.

## Biographie
Aila Johanna Sinisalo est née le 22 juin 1958 en Sodankylä
Plus de 40 nouvelles de Johanna Sinisalo sont parues dans différentes publications, et elle a écrit des manuscrits pour des bandes dessinées et des scénarios pour la radio et la télévision (par exemple le feuilleton télévisé finlandais Salatut elämät (« Les vies secrètes »)).
De plus, elle participe à l'écriture du film Iron Sky (Rautataivas en finnois) sorti en 2012.
Johanna Sinisalo a étudié les lettres et les études théâtrales à l'université de Tampere. Après ses études, elle a travaillé 15 ans dans la publicité avant de devenir un auteur indépendant en 1997.
Elle a pratiqué la randonnée en montagne pendant une vingtaine d'années. Sa randonnée la plus longue à ce jour a été du lac Léman à Nice, d'à peu près 660 kilomètres. Basée sur son expérience, elle a écrit une nouvelle intitulée « Grande Randonnée ».
En 2005, l'éditeur britannique Dedalus a publié une anthologie de la littérature fantasy finlandaise éditée par Johanna Sinisalo.
Son époux est le graphiste Hannu Mänttäri.

## Œuvres

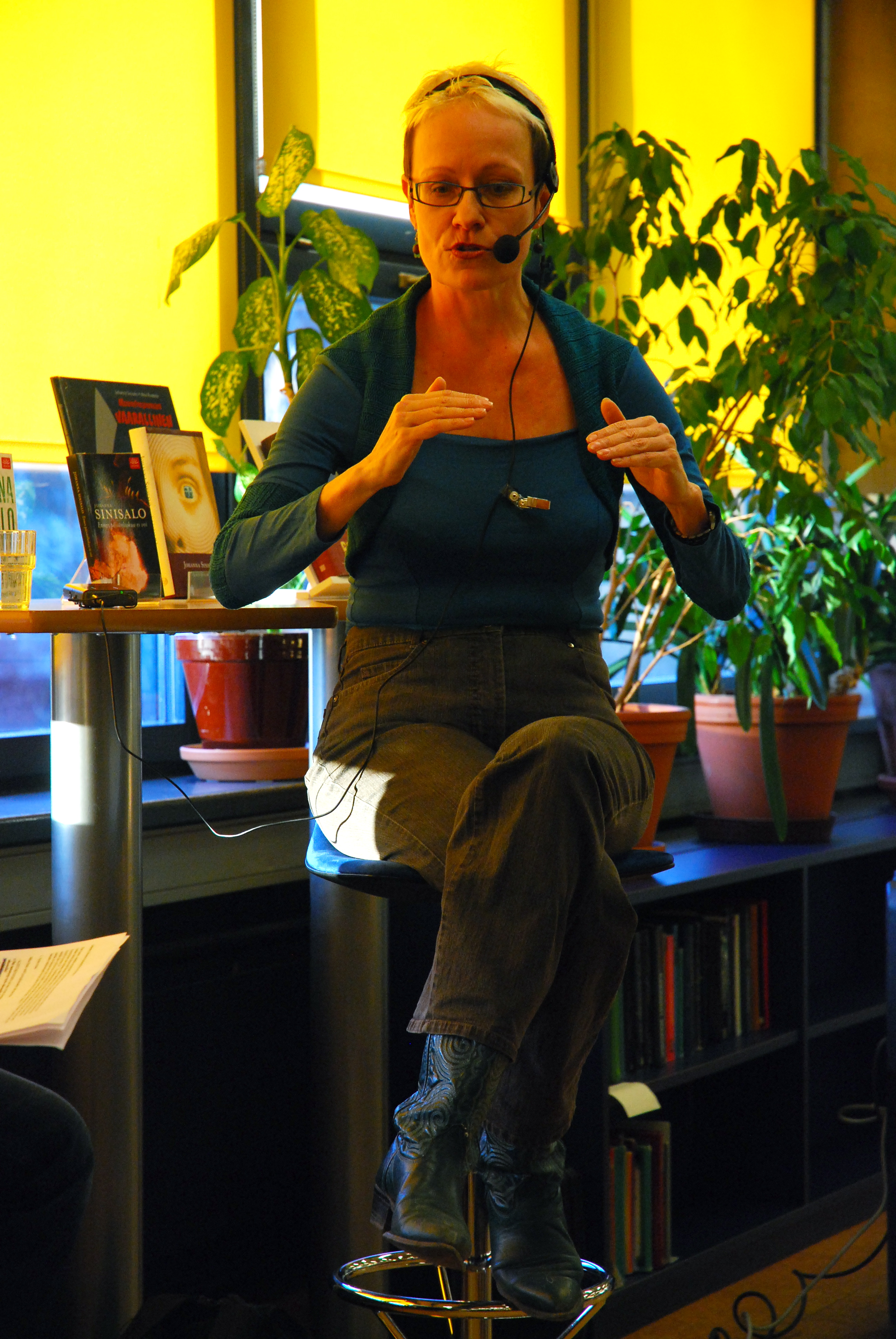
Johanna Sinisalo dans une école finlandaise de Helsinki en janvier 2009.

### Romans
- Jamais avant le coucher du soleil, Actes Sud, 2003 ((fi) Ennen päivänlaskua ei voi, 2000)
- (fi) Sankarit, 2003
- (fi) Kädettömät kuninkaat ja muita häiritseviä tarinoita, 2005 (recueil de nouvelles)
- (fi) Lasisilmä, 2006
- Oiseau de malheur, Actes Sud, 2011 ((fi) Linnunaivot, 2008)
- Le Sang des fleurs, Actes Sud, 2013 ((fi) Enkelten verta, 2011)
- Avec joie et docilité, Actes Sud, 2016 ((fi) Auringon ydin, 2013)Prix Prometheus 2017
- Le Reich de la Lune, Actes Sud, coll. « Exofictions », 2018 ((fi) Iron Sky — Renaten tarina, 2018)

### Nouvelles
Environ 40 de ses nouvelles ont été publiées dans des revues de science-fiction, des magazines généralistes, des magazines féminins et diverses anthologies de nouvelles. Les premières nouvelles de Sinisalo ont été publiées en 1974 dans l'anthologie de la prose finlandaise Vuosirengas 74. Quelques nouvelles ont été publiées en français, comme Le Transit (en 2001) et Baby Doll (en 2005).
Sinisalo a aussi écrit pendant les années 1988 et 2000 en finnois une série de nouvelles Planeetta (« Planète ») traitant des planètes de notre système solaire.

### Direction d'ouvrages
- Verkon silmässä: Tarinoita internetin maailmasta (« Dans les mailles de la toile: histoires sur le monde de l'internet »). 2005.
- The Dedalus Book of Finnish Fantasy. 2005. Une anthologie pour le marché anglais donnant une vue générale sur la prose finlandaise du réalisme de 19e siècle jusqu'à nos jours. Traduit par David Hackston.

### Télévision
Sinisalo a fait partie des groupes de scénaristes de plusieurs séries télévisées finlandaises, parmi lesquelles :
- Elämän suola (« Le sel de la vie », 1995)
- Samaa sukua, eri maata (« De la même famille, d’un autre pays », 1997)
- Salatut elämät (« Les vies secrètes »)
- Kotikatu (« Rue domicile »)
- Käenpesä (« Nid de coucou »)

et au cinéma :
- Iron Sky (« Ciel de fer », 2012)

### Scénarios de bandes dessinées
Sinisalo a écrit des scénarios de comic strips et des nouvelles graphiques de Moumines ainsi que des scénarios de bandes dessinées de science-fiction et fantasy, à partir de 1982, pour divers dessinateurs.

## Récompenses et distinctions
- Prix Finlandia, 2000
- Prix Kuvastaja, 2001
- Prix Nuori Aleksis, 2009, 2012
- Prix littéraire de la ville de Tampere, 2011
- Prix Pehr Evind Svinhufvud, 2011
- Prix Prometheus, 2017